# Bargo (Arbollé)
Pour les articles homonymes, voir Bargo.
Bargo est une commune rurale située dans le département d'Arbollé de la province du Passoré dans la région Nord au Burkina Faso.

## Géographie
Bargo est situé à 1 km au nord de Kaba, à environ 11 km au sud d'Arbollé, le chef-lieu du département, et de la route nationale 2 allant vers le nord-ouest du pays. Le village est à environ 40 km au sud-est de Yako.

## Santé et éducation
Le centre de soins le plus proche de Bargo est le centre de santé et de promotion sociale (CSPS) de Kaba tandis que le centre médical avec antenne chirurgicale (CMA) de la province se trouve à Yako.